# Halargyreus
Halargyreus is een monotypisch geslacht van straalvinnige vissen uit de familie van de diepzeekabeljauwen (Moridae). Het geslacht is voor het eerst wetenschappelijk beschreven in 1862 door Guenther.

## Soort
- Halargyreus johnsonii Günther, 1862